# Центр культури вина Шабо

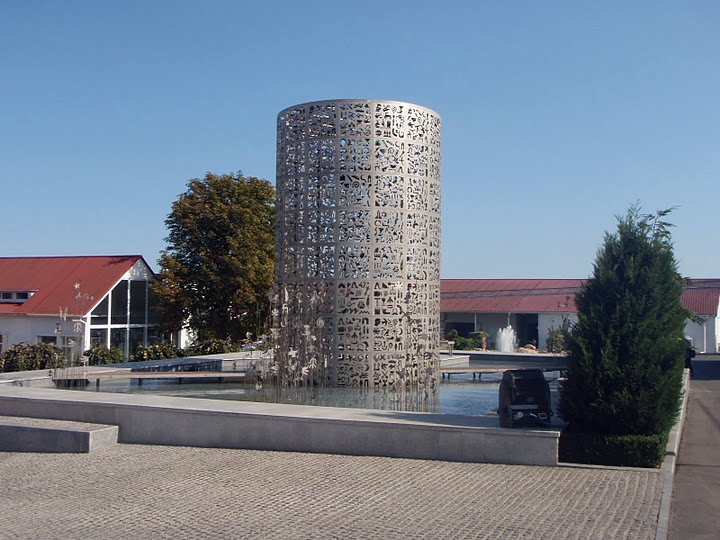
Фонтан Діоніса на території Центру

Центр культури вина Шабо — розташований за 70 км від Одеси в с. Шабо об'єднує чинне високотехнологічне підприємство, стародавні винні підвали, дегустаційну залу, експозиції сучасного скульптурного та архітектурного мистецтва, а також Музей вина та виноробства.
Центр засновано 2009 року соціальним проєктом виноробної компанії «Шабо» (ТОВ «Промислово-торговельна компанія Шабо»), є першим і єдиним подібним освітнім комплексом в Україні. Його головна мета — підвищення в Україні культури пиття. Щороку центр відвідують десятки тисяч осіб. Найпопулярніші — сімейні тури.
Центр представляє Україну на мапі музеїв вина Європи, є членом міжнародної «Асоціації культурного і туристичного обміну», визнаний об'єктом винної культурної спадщини Європи.
Ініціатор створення — голова правління компанії «Шабо» Важа Іукурідзе.

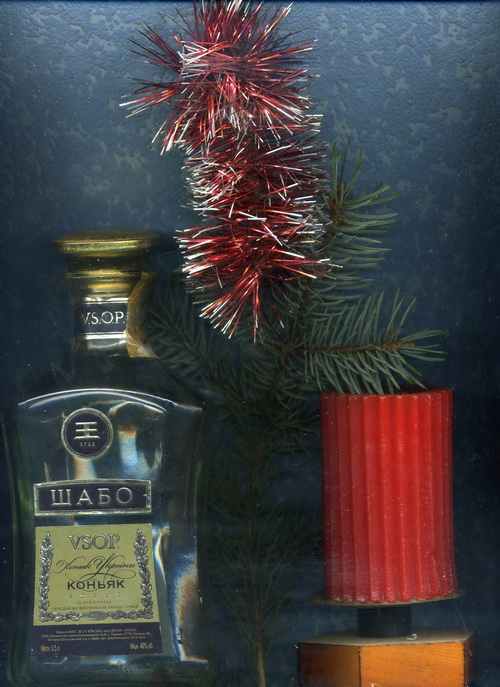
Центр Шабо, Одеська область, Україна.
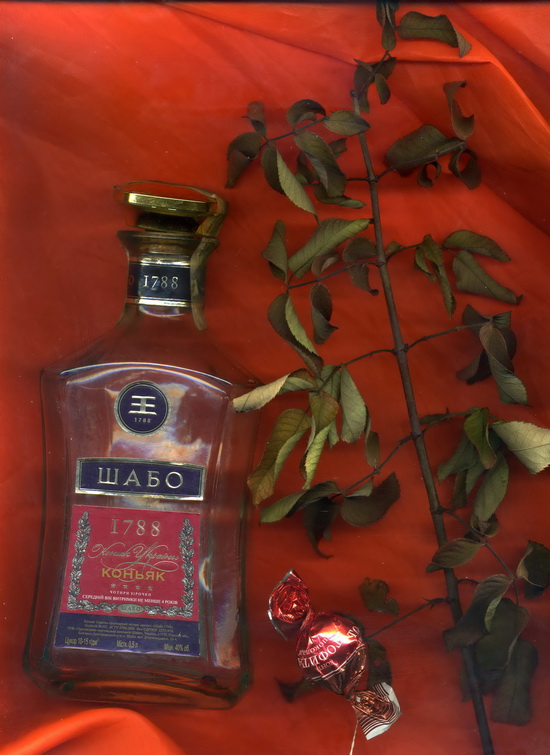
Центр Шабо, Україна